# Wufeng (Hsinchu)
Wufeng (chinesisch 五峰鄉, Pinyin Wǔfēng Xiāng), manchmal auch Wufong, ist eine Landgemeinde (鄉,  Xiāng) im Landkreis Hsinchu in der Republik China (Taiwan).

## Beschreibung
Wufeng (wörtl. ‚fünf Gipfel‘) liegt in den westlichen Ausläufern des Xueshan-Gebirges und hat daher auch seinen Namen erhalten. An der nördlichen Begrenzung Wufengs liegt der 1061 m hohe Wuzhishan (五指山 – „Fünf-Finger-Berg“ ). Die Topografie ist durch Bergland mit schmal eingeschnittenen Tälern gekennzeichnet und die Höhe über dem Meeresspiegel variiert zwischen 300 und 2800 Metern. Größere ebene Flächen zur landwirtschaftlichen Feldbau-Nutzung gibt es nur wenige. Der größte Teil des Gemeindegebiets ist von Bergwald bedeckt. Die angrenzenden Gemeinden sind im Landkreis Hsinchu im Norden Beipu, Zhudong und Hengshan, sowie im Nordosten und Osten Jianshi. Im Westen grenzt Wufeng an Nanzhuang und im Süden an Tai’an (beide im Landkreis Miaoli).

## Geschichte
Die ersten historisch fassbaren Bewohner des Gebiets von Wufeng waren Angehörige indigener Völker. Während der Zeit der japanischen Herrschaft in Taiwan wurde die Gegend als „Eingeborenengebiet“ durch mehrere Polizeistationen administriert. Nach Übergang der Insel Taiwan zur Republik China wurde das Gebiet am 1. April 1946 als Landgemeinde (鄉,  Xiāng) im neu gegründeten Landkreis Hsinchu organisiert. In den 2010er Jahren wurde Wufeng als Region der indigenen Völker klassifiziert, in der diese besondere Förderung erfahren sollen.

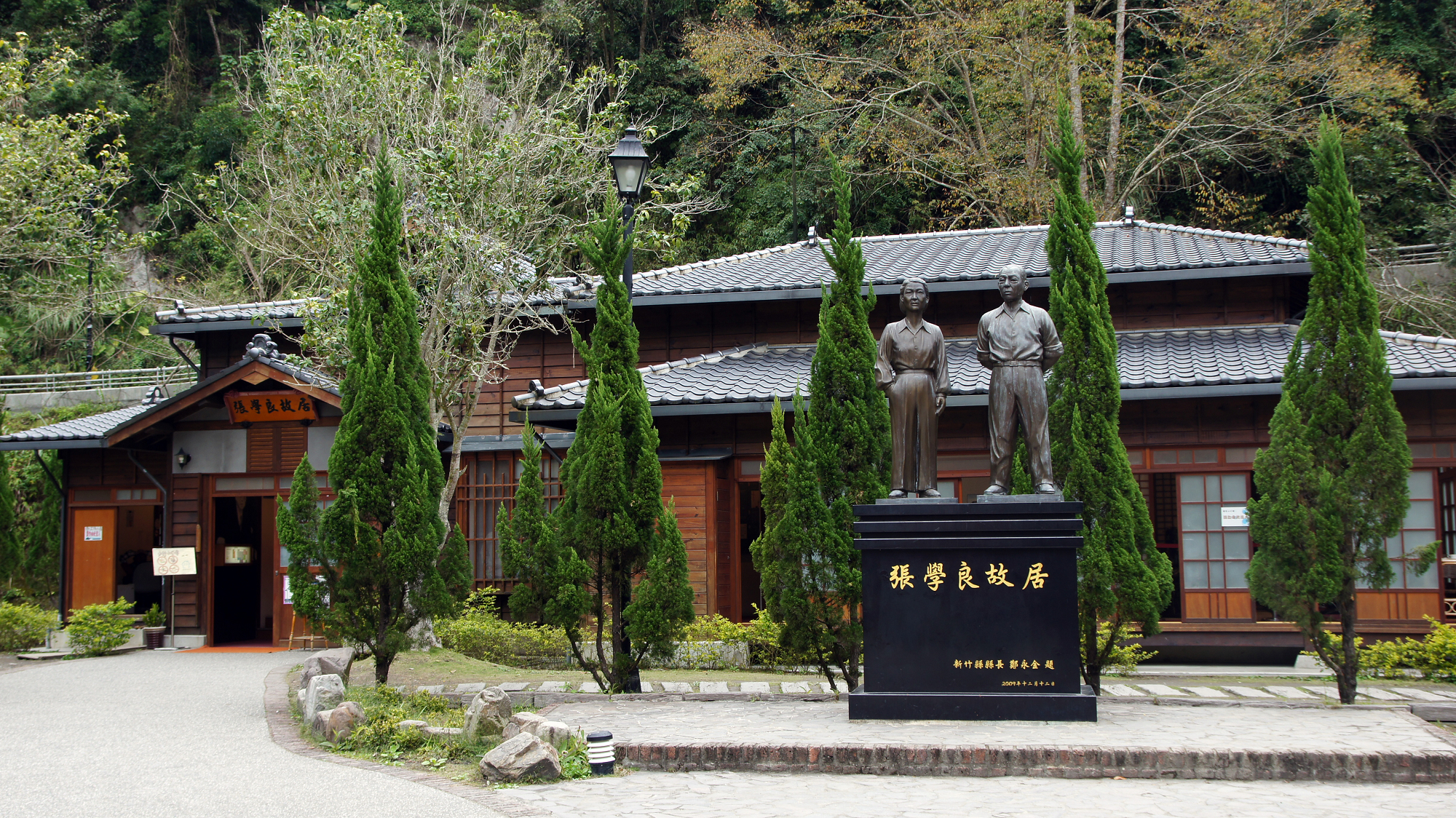
Ehemaliges Wohnhaus von Zhang Xueliang mit den Statuen von ihm und seiner Frau

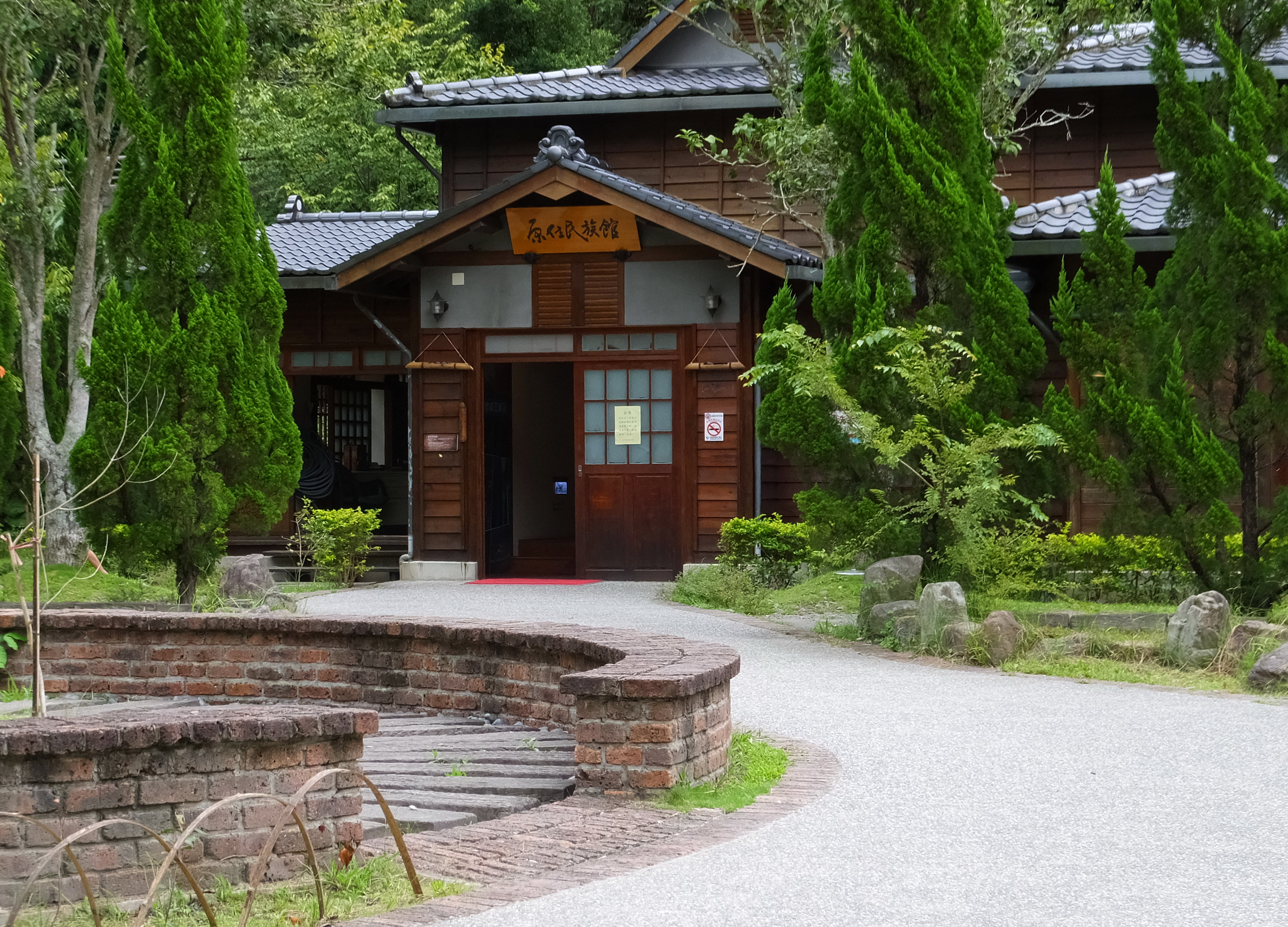
Museum der indigenen Völker

| Gliederung Wufengs |
|                    |

## Verwaltungsgliederung
Wufeng ist in vier Dörfer gegliedert: Taoshan (桃山村), Zhulin (竹林村), Huayuan (花園村) und Da’ai (大隘村).

## Bevölkerung
Die Bevölkerung besteht ganz überwiegend aus Angehörigen indigener Völker (Ende 2018 4303 Personen, entsprechend ungefähr 94 %). Diese gehören hauptsächlich den Atayal und den Saisiyat an. Die kleine Minderheit von Han-Chinesen setzt sich vorwiegend aus Hakka zusammen.

## Landwirtschaft
Dominierender Wirtschaftszweig ist die Land- und Forstwirtschaft, in der die Mehrheit der Arbeitenden tätig ist. Hauptsächlich wird Obst- und Gemüsebau betrieben, aber auch die Shiitake-Pilzzucht spielt eine wichtige Rolle. Die Hauptprodukte sind im Gemüsebau Süßkartoffeln, Mais, Garten-Rettich, Winterzwiebeln, Gemüsekohl, Chinesischer Senf, Gemüsepaprika und Bittermelonen, sowie im Obstbau Pflaumen, Pfirsich, Kaki und Birnen. Ein traditionelles Nahrungsmittel der Ureinwohner sind Straucherbsen. Als besondere Spezialität der Gegend gelten Pfirsiche. Der Ausbau der Obstkultur wird systematisch staatlich gefördert.

## Verkehr
Die einzige größere Straße ist die Kreisstraße 182, die im Westen von Norden kommend nach Wufeng hineinzieht.

## Besonderheiten
Die Hauptattraktion von Wufeng ist die Natur. Im Osten hat Wufeng einen kleinen Anteil (1328 ha) am Shei-Pa-Nationalpark. Im Süden liegt das 907 ha große Guanwu-Walderholungsgebiet (觀霧國家森林遊樂區,  Guānwù guójiā sēnlín yóulè qū, ‚Guanwu‘ = „Nebel-Betrachtung“), das sich auch in die Nachbargemeinde Tai’an erstreckt. Durch diese Naturparks führen mehrere Wanderwege.
Ein Anziehungspunkt für Besucher ist das frühere Wohnhaus von Zhang Xueliang (張學良故居,  Zhāng Xuéliáng Gùjū ). Zhang war ein Militär in der alten Republik China und einer der Rädelsführer des Zwischenfalls von Xi’an 1936, bei dem Chiang Kai-shek gezwungen werden sollte, ein antijapanisches Bündnis mit den Kommunisten einzugehen. Nach dem Zwischenfall wurde Zhang der Prozess gemacht und er wurde zu lebenslangem Hausarrest verurteilt. Als die Kuomintang-Regierung am Ende des Chinesischen Bürgerkrieges auf die Insel Taiwan flüchten musste, nahm sie den Gefangenen Zhang mit und er wurde in einem abgelegenen Haus im Bereich des heutigen Wufeng bis 1957 unter relativ großzügigen Bedingungen untergebracht. Nach Ende der Kuomintang-Alleinherrschaft in den 1990er Jahren emigrierte Zhang in die Vereinigten Staaten, wo er 2001 auf Hawaii verstarb. Das ursprüngliche Haus wurde 1963 durch einen Erdrutsch zerstört, später originalgetreu an etwas anderem Ort wieder aufgebaut und am 12. Dezember 2008 anlässlich des 72. Jahrestages des Xi’an-Zwischenfalls als Museum eröffnet.
Im Jahr 2014 wurde am ursprünglichen Wohnort Zhangs ein Kulturmuseum der indigenen Völker (原住民族館,  Yuán zhù mínzú guǎn ) eröffnet.

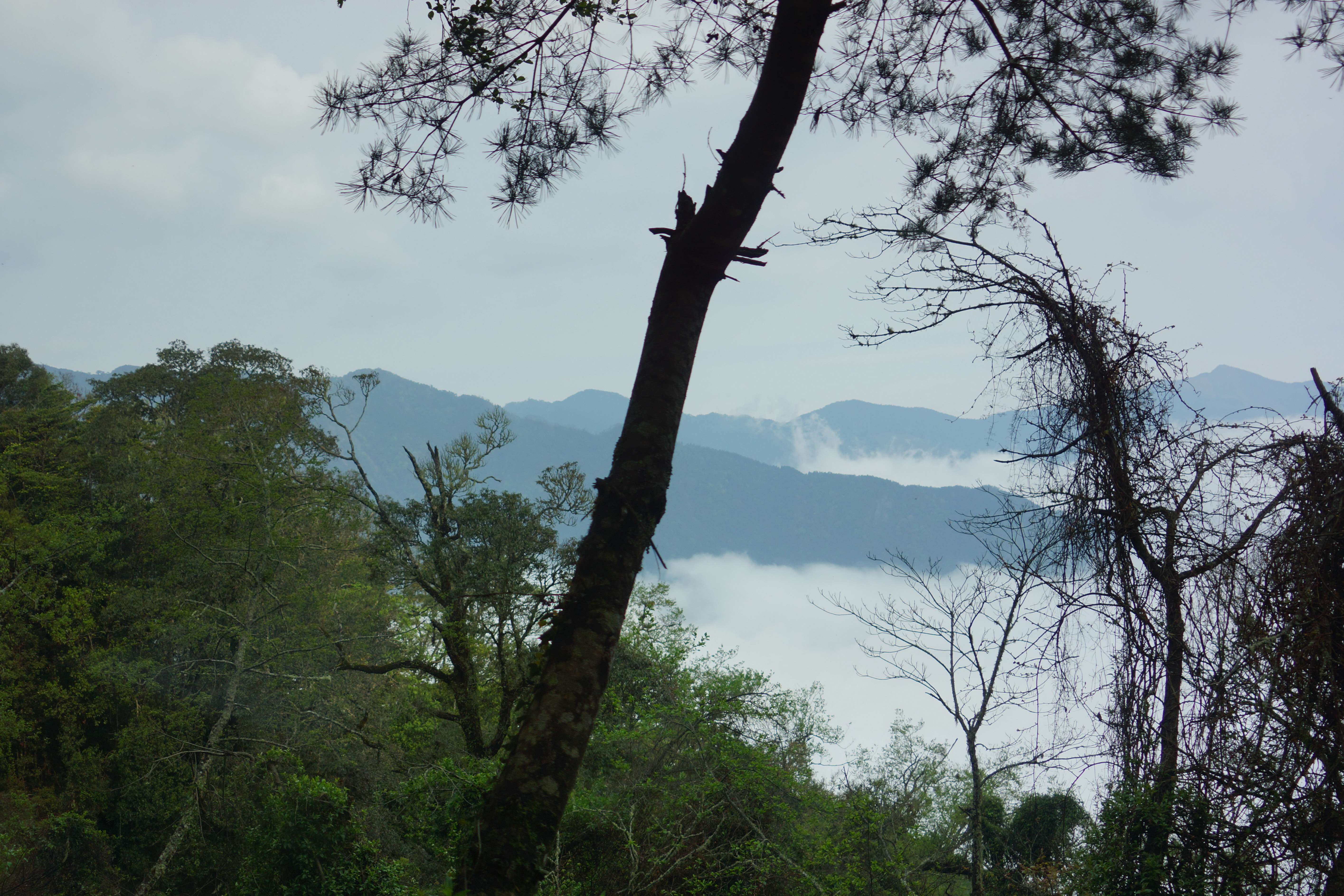
Guanwu-Walderholungsgebiet
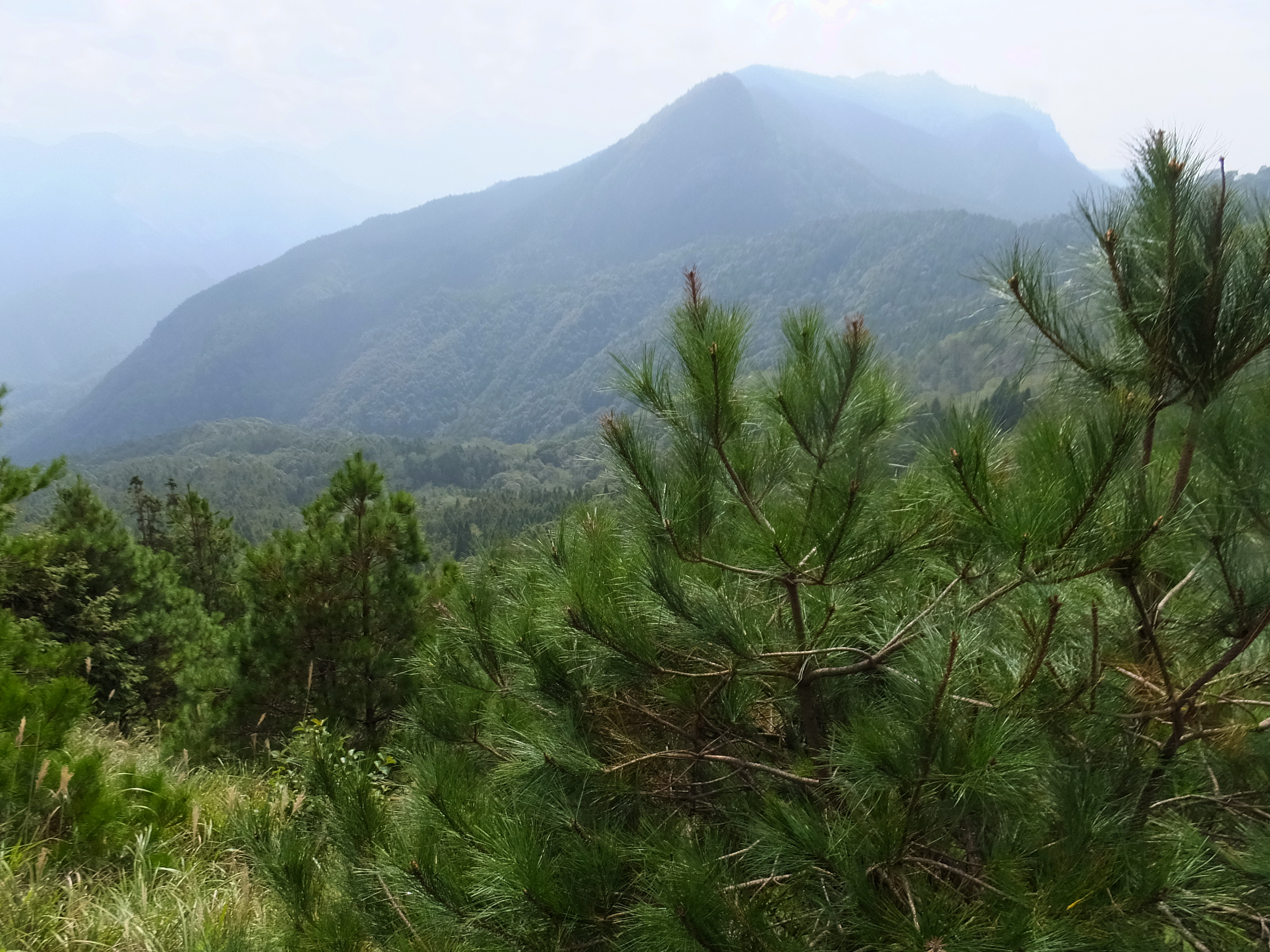
Yunwu-Wanderweg
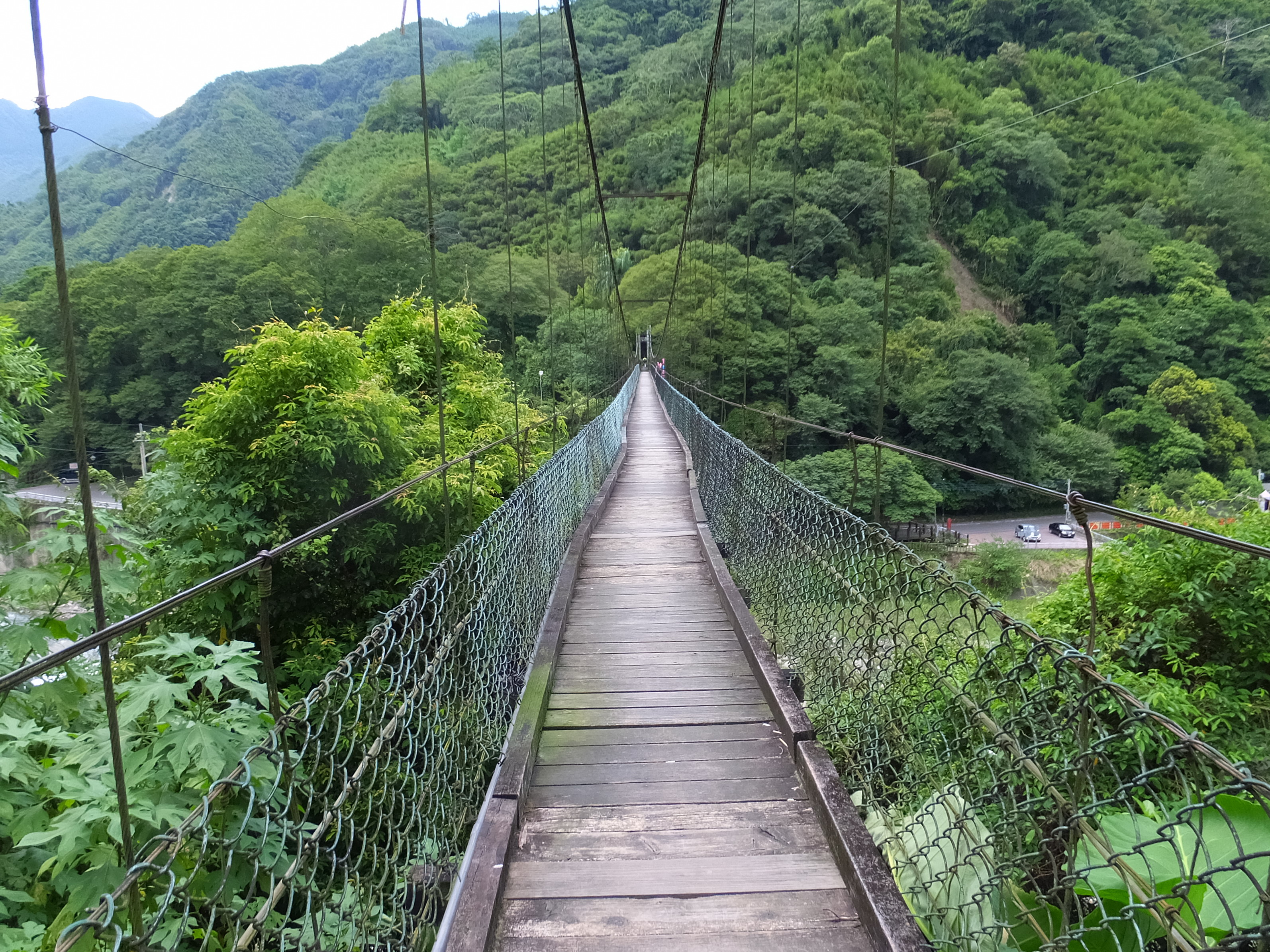
Qingquan-Hängebrücke